# Neoscona molemensis
Neoscona molemensis là một loài nhện trong họ Araneidae.
Loài này thuộc chi Neoscona. Neoscona molemensis được miêu tả năm 1981 bởi Benoy Krishna Tikader & Bal.